# Bartomeu Abril
Bartomeu Abril (segles XVI-XVII) fou un picapedrer i escultor valencià establert a Toledo a principis del segle xvii. Vers 1591 i 1592 va treballar en un pòrtic d'ordre dòric del palau de la Generalitat, junt amb els seus germans. De 1602 a 1604 va treballar a les obres del Col·legi del Patriarca de València. Es va establir a Toledo vers el 1607 i va treballar en el poliment i col·locació dels marbres de la capella de la Mare de Déu del Sagrari, i en els de les parets, ampits i oratoris de la capella major del monestir de Guadalupe a Extremadura; el 1617 i 1618 va treballar en les urnes sepulcrals d'Enric IV de Castella i la seva mare que estan al presbiteri de l'esmentat monestir de Guadalupe. El 1620 va anar al Escorial on va treballar en les obres del panteó reial.